# Fichero Informativo de Vehículos Asegurados
El F.I.V.A. o Fichero Informativo de Vehículos Asegurados es una base de datos de carácter público gestionado por el Consorcio de Compensación de Seguros, que está operativa desde 1996 y a la que la ley atribuye la finalidad de suministrar los datos necesarios para que las autoridades competentes (Guardia Civil, Policía Municipal, Policía Nacional o Autonómica, Ambulatorios de urgencias, Centros de ITV, etc.) puedan saber los datos sobre el seguro, facilitando el control del seguro obligatorio por un lado o puedan disponer en caso de accidente de los datos relativos a la empresa de seguros que cubre la responsabilidad civil de los vehículos implicados en el mismo.
La base de datos de seguros contiene los datos relativos a todos los vehículos dados de alta en España (o con autorización de residencia en España) que tienen asegurada la cobertura de responsabilidad civil obligatoria.
Las empresas de seguros y reaseguros del ramo de automóviles tienen la obligación de suministrar diariamente al FIVA a través del Sistema de Transferencia de Datos (sistema EDITRAN), las altas y bajas de los vehículos asegurados, identificables mediante su matrícula y un código identificativo de la marca, suministrando, en el caso de las altas, la fecha de inicio de vigencia del seguro así como la fecha de fin de vigencia del período de seguro en curso, la categoría del contrato y, en el caso de las bajas, la fecha de fin de vigencia del seguro.
La información contenida en la base de datos (sólo a efectos informativos), tiene presunción de veracidad salvo que se pruebe lo contrario.

## Curiosidad
No es obligatorio llevar encima el certificado de seguro de un vehículo o el recibo del seguro, porque los agentes de tráfico pueden comprobar la situación del vehículo mediante el Fichero Informativo de Vehículos Asegurados (FIVA). Sin embargo, se recomienda llevar el recibo para evitar problemas en caso de que los agentes no pudieran conectarse con el fichero por algún fallo, ya que en ese caso debemos demostrar que el vehículo está asegurado en el plazo de 5 días o seremos sancionados.

## Nota
1. ↑  https://web.archive.org/web/20110914183431/http://consorseguros.es/web/guest/ov_cs_ig